# Mary Lou Baker
Mary Lou Baker (1914-1965) fue una política estadounidense, miembro de la Cámara de Representantes de la Florida y activista de los derechos de la mujer.

## Carrera
Baker ocupó un escaño en la Cámara de Representantes de la Florida de 1942 a 1945. Durante su permanencia, aprobó el proyecto de ley sobre los Derechos de la Mujer para permitir que las mujeres operaran su negocio familiar mientras su marido se encontrara en el ejército, incluyendo la transmisión de propiedades, la creación de documentos y la expedición de demandas. También fue una gran defensora de la educación mixta y una pieza fundamental para la inclusión de las mujeres en la Universidad de Florida. Intentó además abrir los jurados a las mujeres, algo que no se lograría hasta 1949. En 1946 perdió la reelección y volvió a ejercer como abogada.

### Fallecimiento
Baker murió en 1965 a la edad de 50 años. Le sobrevivió un hijo. Después de muchos años de nominaciones, fue incorporada al Salón de la Fama de las mujeres de Florida en 2017.